# Y2club
『Y2club』（ワイワイクラブ）は、1996年4月7日から1997年3月30日までテレビ東京で放送されたバラエティ番組。放送時間は毎週日曜 24時15分 - 24時30分（JST、月曜未明 0時15分 - 0時30分）。

## 概要
開始から1996年9月までは細川ふみえとイクラちゃん、1996年10月から最終回までは斉藤リョーツと鈴木啓三郎がMCを担当した。当初は、雑誌でも出演アイドルによるグラビアが掲載されたり、同名のイメージビデオ発売やイベント出演も行うなど、わずか15分の番組にもかかわらず、アイドルマニアを中心に話題を呼んでいた。また、アイドル評論家の北川昌弘（通称“マンボウ北川”）が御意見番として出演したり、カメラマンの山岸伸による撮影コーナーもあるなど、バラエティに富んだ企画も放送していた。
サブタイトルに『アイドル情報サーバー』とあるように、当時普及し始めたばかりだったインターネットでのウェブサイト（但しドメイン名はテレビ東京のものではなかった）と連動していた情報番組としてスタートした。

## 出演者

### MC
- 細川ふみえ、イクラちゃん（1996年4月 - 1996年9月）
- 斉藤リョーツ、鈴木ケイザブロー（1996年10月 - 1997年3月）

### アシスタント
- 黒田多加恵

### ワイワイギャルズ
- 橋本愛（当時は「川崎愛」名義）
- 秋元彩香
- 島田沙羅
- 林美恵
- 松井友香
- 岩名美紗子（当時は「小谷みさこ」名義）
- 村岡美香
- いいむれまさき
- 牧冨沙子
- 吉田美花葉
- 三田あいり
- 本多彩子
- 三宅えみ
- 遠山かすみ
- 清水里香
- 小林愛
- 愛沢ともこ
- 鈴木歩羽
- ほか

## スタッフ
- 構成：奥田裕久
- 技術協力：525プロダクション
- ディレクター：宮崎豊
- プロデューサー：佐藤哲也（テレビ東京）、高橋紀成（CIA）
- 製作：テレビ東京、CIA

## アラカルト
- この番組は現・サンズエンタテインメント会長の野田義治が企画した番組だった。また、番組を制作したCIAのプロデューサー高橋紀成は『出動!ミニスカポリス』を後に制作、テレビ東京のプロデューサーだった佐藤哲也は後に『ASAYAN』のプロデューサーへと移行している。
- 前期のレギュラー出演者だった村岡美香は番組降板後にネイリストに転身し、自らのネイルサロンをオープン。番組内でもリポートが放送された。
- いいむれまさき、牧冨沙子、三田あいりは本番組と同時期に放送された『SPORTS KISS』（WOWOW）にもレギュラー出演。中でもホリ・エージェンシーに所属していたいいむれは漫画雑誌「コミックビンゴ」（文藝春秋、現在は廃刊）と連動した番組出演者がエントリーしたミスコンでグランプリを獲得。“ポスト吉野公佳”といわれるほどの人気だった。
- ネット局の一つであったテレビ北海道は、本来の放送時間に音楽番組『演歌百撰』を放送していたため、9日遅れで火曜日の25:00 - 25:15に放送。しかし番組末期はアニメ『新世紀エヴァンゲリオン』を再放送していた関係上、25:45 - 26:00に繰り下げとなった。
- 現在の当該枠は2001年4月以降テレビ愛知制作のネットセールス枠となり、バラエティ番組『乃木坂って、どこ?』が放送されている。

| テレビ東京 日曜24:15枠     | テレビ東京 日曜24:15枠 | テレビ東京 日曜24:15枠      |
| 前番組                     | 番組名                 | 次番組                      |
| -------------------------- | ---------------------- | --------------------------- |
| エバーグリーンミュージック | Y2club                 | クルマ天国 らぶらぶドライブ |